# KakaoTalk
KakaoTalk (hangul: 카카오톡; khakhaothok (kakaotok)) egy dél-koreai fejlesztésű azonnali üzenetküldő alkalmazás okostelefonokra, amely ingyenes hívást és médiafájlok küldését is támogat. 2010. március 18-án jelent meg, és jelenleg többek közt iOS, Android, Bada OS, BlackBerry 10, Windows Phone, Nokia Asha és számítógép platformokon érhető el. A KakaoTalknak 2014 áprilisában 140 millió felhasználója volt, és 15 nyelvet támogatott a kezelőfelülete. Az alkalmazást a dél-koreaiak 93%-a használja, de a Kínán keresztül becsempészett okostelefonok révén Észak-Koreában is vannak felhasználói.